# 比叡山焼き討ち (1499年)
比叡山焼き討ち（ひえいざんやきうち）は、明応8年（1499年）7月11日に細川政元が行った、比叡山延暦寺を焼き討ちした事件。
明応の政変により細川政元によって将軍職を足利義澄（義高）に奪われた足利義稙（義尹）だが、なんとか京を脱出して越中に入ると、彼に味方していた河内・紀伊・越中守護畠山尚順の家臣である越中守護代神保長誠に迎えられた（越中公方）。そして加賀守護富樫泰高、越前の朝倉貞景の支持をも受けると、その勢いで上洛の姿勢を見せた。それを見た延暦寺も義尹の支持に回ったため、細川政元は焦り、延暦寺と対立することとなる。
明応8年（1499年）7月に入っても様子を伺っていた政元だったが、反政元派の幕臣桃井政信と公家の西坊城顕長、そして延暦寺の僧兵・東蔵坊が挙兵すると、政元はついに内衆の赤沢朝経と波々伯部宗量に延暦寺を焼き討ちするように命じた。2人が率いる軍勢は11日に一斉に比叡山に攻め上り、桃井政信、西坊城顕長、東蔵坊を討ち取るや、根本中堂・大講堂・常行堂・法華堂・延命院・四王院・経蔵・鐘楼などの山上の主要伽藍をことごとく焼いた。近江に進軍していた義尹と河内で挙兵した畠山尚順も細川軍に打ち破られ、政元は包囲の危機を脱した。